# 貴賤通婚

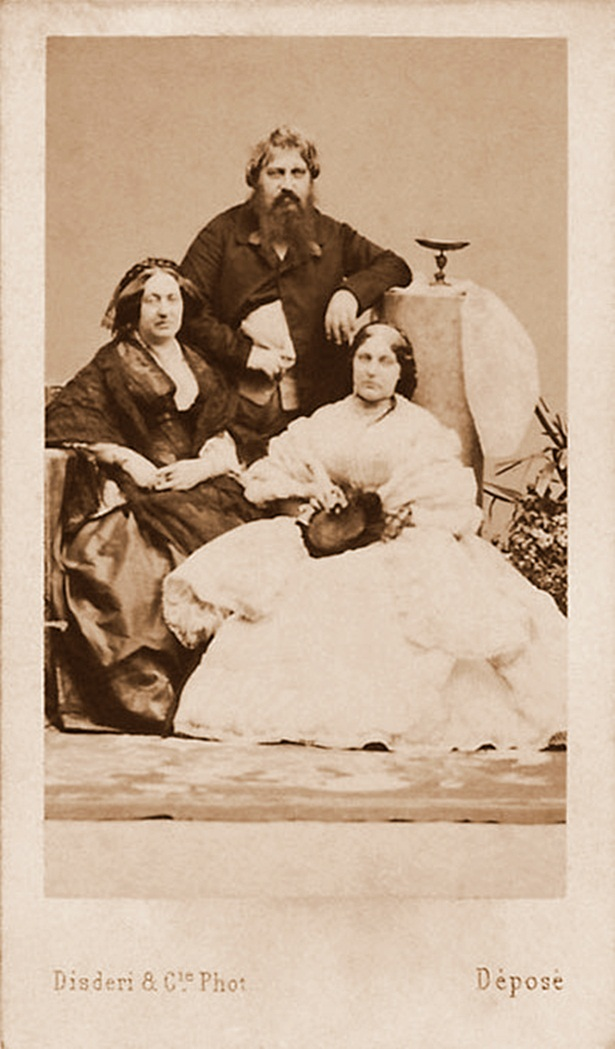
兩西西里的卡洛·費迪南多與他盎格魯愛爾蘭裔平民出身的妻子佩內洛普·史密斯（左）以及他們所生的女兒維多莉亞（右）

貴庶通婚，又称貴賤通婚，是在歐洲君主制國家中不同社會階層的婚姻，尤其指男方較女方地位高者，但有時亦指與丈夫死後改嫁、帶著因亡夫而來的銜頭之貴族女子與較低地位男子的婚姻。「賤」的一方未必能得到與配偶同等的爵位，貴賤婚姻所生的子女可能同樣丧失王位、爵位等继承权。在一些社會中，曾經結婚的女性或非處女嫁入王室，也可能会以贱来分类。
古代歐洲各國王室經常互相聯姻，當時的觀念認為一國的王子與王女結婚才算門當戶對。王室成員與非王室成員（包括貴族）甚至與君主血緣較疏的宗子、宗女結婚就被視為貴賤婚姻。欧洲實行一夫一妻制，貴賤婚姻中所娶的妻子也是正室，所生的子女屬婚生子女，但一般情況下並沒有王位繼承權。而貴族男子娶平民女子為妻也屬貴賤婚姻。不過也有例外情況，巴登的利奥波德一世就是貴賤婚姻下的繼承者，原因是當時家族中非貴賤婚姻所出的後代都已死亡。
「貴」的男子所娶屬於「賤」的妻子雖是合法配偶，但不會獲得與男方同等的封爵，或只能獲配偶多個封爵中較為低等者。

## 類似情況
類似情况其实在亚洲等也曾經存在，但這些地區實行多配偶制。王位繼承方面，例如朝鮮半島的新羅王室貴族婚姻為對偶婚，階級制度實行骨品制，規定國王與聖骨女子所生的後代才可維持聖骨的骨品，否則只能成為真骨，只有父母雙方皆為聖骨者才可繼承聖骨地位，也只有聖骨才有王位繼承權。而國王與真骨或以下骨品的女子所生的王子女亦屬真骨，並沒有王位繼承權。直至真德女王之後，由於再無聖骨出身者，因此由真骨出身的金春秋登上王位。
非王族則見於東亞各地的一夫多妻制婚姻，嫡庶制度規定只有嫡妻才可得到與丈夫同等的爵位，庶妻無封爵或只能得到較低的爵位。在一些時代中，庶子要先成為嫡妻的養子（即名義上之嫡子）才可以有完整的繼承權。而朝鮮王朝的從母法則規定庶子女不論是否婚生，身份依照母親身份而定，且不能繼承父親的封爵（但庶出的王子可以继承王位）。